# Río Ogüé
El río Ogüé (en francés: Ogooué) es un largo río del oeste de África central que desemboca en el océano Atlántico, siendo el río más importante de Gabón.  Su cuenca hidrográfica drena casi la totalidad de Gabón, con algunos afluentes que llegan a la República del Congo, Camerún, y Guinea Ecuatorial. El 90 % de su cuenca se encuentra en los límites del país y cubre las dos terceras del territorio nacional.
El 2 de febrero de 2009, una parte del Bajo Ogüé fue declarada Sitio Ramsar (n.º ref. 1851), protegiendo 8627 km² de las provincias de Moyen Ogooué y Ogooué-Maritime.

## Geografía
Con una longitud de unos 1200 km (900 km según otras fuentes), el Ogüé es relativamente corto en relación con los grandes ríos africanos y buena parte su cuenca está cubierta por selvas con escasa población humana, dado su clima tropical húmedo, muy poco saludable para el ser humano. 
Nace en la República del Congo, en los montes Ntalé, a una altitud de 840 metros. Es navegable un largo tramo de su curso y en sus riberas hay escasas poblaciones, siendo las más destacadas, Loanda, Lambaréné, Ndjole, Booué, Kankan, Ndoro, Lastoursville, Moanda y Franceville. El Ogüé, después de haber seguido un curso de este a oeste, desagua en el océano Atlántico a través de un delta pantanoso, de unos 100 km de ancho y 100 km de largo, al sur de Port-Gentil. Frente a su desembocadura, a unos 450 km, se encuentra la isla volcánica de Annobón. 
Albert Schweitzer, el médico, filósofo y teólogo franco-alemán, Premio Nobel de la Paz en 1952, tomó su valle como centro de operaciones.

### Afluentes
Los principales afluentes del Ogüé, en sentido aguas abajo, son los siguientes ríos:
- río Mpassa (D, por la margen derecha), que fluye a través de Franceville, capital de la provincia de Haut-Ogooué, con una longitud de 136 km, una cuenca de 6400 km² y un caudal de 226,3 m³/s;
- río Lebombi (I, por la margen izquierda), con una cuenca de 3400 km² y un caudal de 106,9 m³/s;
- río Lekoni (D), que fluye a través de Akieni y Leconi, con una longitud de 160 km, una cuenca de 7600 km² y un caudal de 242,2 m³/s;
- río Leyou (I), con una longitud de 90 km, una cuenca de 1900 km² y un caudal de 45,5 m³/s;
- río Sébé (D), que fluye pasado Okondja, con una longitud de 232 km, una cuenca de 11 900 km² y un caudal de 237 m³/s;
- río Lassio (D), con una longitud de 160 km, una cuenca de 4000 km² y un caudal de 114,4,4 m³/s;
- río Lolo (I),  con una longitud de 240 km, una cuenca de 9700 km² y un caudal de 219,4 m³/s;
- río Dilo (D), con una longitud de 160 km y un caudal de 54,3 m³/s;
- río Wagny (I);
- río Ivindo (D), el principal tributario del Ogüé por cuenca, con una longitud de 570 km, una cuenca de 62 700 km² y un caudal de 1057,8 m³/s
- río Offoué (I), con una longitud de 235 km, una cuenca de 7300 km² y un caudal de 129,3 m³/s
- río Okano (D), con una longitud de 280 km , una cuenca de 10 900 km² y un caudal de 192,9 m³/s
- río Abanga (D), que fluye desde las montañas Cristal, cerca de Médouneu, con una longitud de 226 km , una cuenca de 7800 km² y un caudal de 190,3 m³/s
- Río Ngounié (D), el segundo tributario, con una longitud de 680 km, una cuenca de 33 100 km² y un caudal de 1002,4 m³/s;
- río Nkomi (D), que le aborda casi en el estuario, en la laguna Nkomi, con una longitud de 170 km, una cuenca de 8990 km² y un caudal de 275 m³/s;

## La exploración del Ogüé
El Ogüé ya había sido mencionado en los relatos del explorador Paul Du Chaillu, publicado en 1859, y en 1867, Paul Augustin Serval, un oficial de la Marina, descubrió el río cuando viajaba por tierra. Al mismo tiempo, el teniente de navío Aymar lo exploró hasta su confluencia con el río Ngounié, a 170 millas de su desembocadura. El Ogüé era entonces considerado como una de las mejores rutas de exploración potenciales para acceder al centro de África y eso despertó la curiosidad de Victor de Compiègne. Ideó un plan para explorar sus fuentes, que presentó el plan al naturalista Antoine-Alfred Marche, que tenía ambiciones similares. Ambos fueron patrocinados por la Société de Géographie, que les concedió un subsidio. 
El 1 de noviembre de 1872, Víctor se embarcó en Burdeos precedido en unas pocas semanas por Alfred Marche. Luego hicieron un reconocimiento de más de 400 km de río que previamente había estado en blanco en los mapas. Estudiaron los idiomas de los m'Pongwé y de otras tribus. Establecieron un catálogo científico muy preciso de los diversos especímenes que encontraron. Víctor se hizo amigo de N'Combé, el «rey Sol», jefe tribal de Adanlinanlago, en la orilla del Ogüé frente a Lambaréné. En el punto extremo de su exploración, fueron detenidos por un ataque de caníbales que masacraron a la mayoría de sus transportistas. Se vieron obligados a regresar. Llegaron a París el 20 de julio de 1874.[cita requerida]
El 5 de agosto de 1874, Víctor describió su expedición ante los miembros de la Sociedad Geográfica. Su salud se había visto afectada por sus tribulaciones, y debido a la malaria no pudo emprender nuevas exploraciones.

## La exploración de Pierre Savorgnan de Brazza

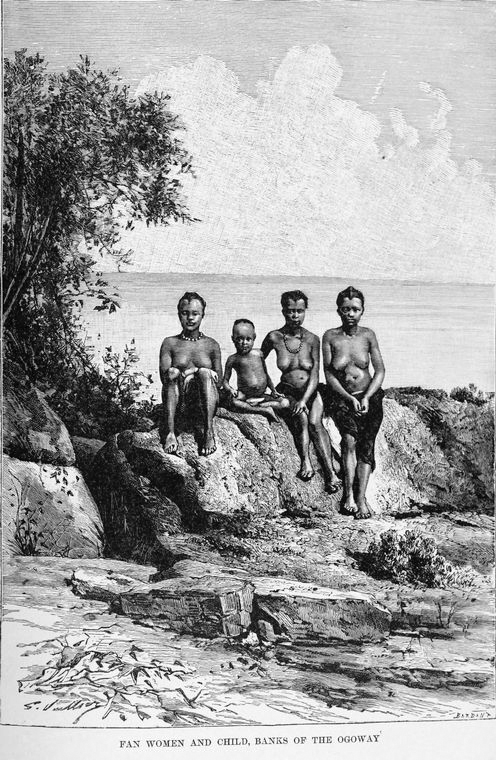
Habitantes de las riveras del Ogüé en 1892.

La exploración completa del río fue realizada por Pierre Savorgnan de Brazza, un explorador de origen italiano, nacionalizado francés. Nombrado alférez auxiliar de navío en la Marina francesa, estaba en condiciones de mandar su propio barco. Brazza siguió los pasos de Víctor en Gabón, ayudado por sus cuadernos, notas y observaciones, que recogió personalmente en la finca familiar que aquel tenía en Fuligny.
Brazza tuvo la oportunidad de llevar a cabo su proyecto de exploración, a pesar de que la opinión pública francesa era contraria a la expansión colonial en la zona, e incluso se había considerado seriamente abandonar la colonia de Gabón. El 15 de febrero de 1875 recibió la orden de explorar el curso del río Ogüé. El viaje duraría tres años. El 29 de agosto partió hacia Dakar. La expedición estaba formada además por tres franceses (el médico Noël Ballay, el contramaestre Hanon, antiguo compañero de Brazza en la fragata Vénus, y el naturalista Alfred Marche), por trece laptots y por cuatro intérpretes senegaleses. La expedición partió de Libreville en el vapor Marabout y comenzó a remontar el Ogüé el 3 de noviembre de 1875. Diez días después llegaba a Lambaréné, el asentamiento europeo más remoto. La expedición se detuvo en Lambaréné durante casi dos meses, mientras Brazza negociaba la ayuda de las tribus ribereñas para su expedición. Finalmente partió el 11 de enero, escoltado por nueve piraguas.
El 10 de febrero llegó a Lopé, hogar de los okanda, uno de los principales centros del comercio de esclavos. Desde allí continuó su camino, contactando con varios pueblos, hasta llegar a Poubara, que convirtió durante un tiempo en su cuartel general. Descubrió que se había equivocado, y no era posible acceder desde el río Ogoué al curso alto del Congo, pero decidió continuar su exploración. Entró en contacto con los bateke, agricultores sedentarios, que comerciaban con tribus establecidas a lo largo del río Alima, afluente del Congo. En el descenso del Alima tuvo que enfrentarse con los apfourou. Aunque deseaba continuar explorando, en agosto de 1878 la expedición, vencida por el hambre y las numerosas dificultades, debió volver sobre sus pasos. Sin embargo, Brazza había descubierto una ruta relativamente fácil para acceder a la cuenca del Alto Congo, y en la región explorada por él había abundancia de productos comerciales, tales como el marfil y el caucho, por lo cual su exploración parecía abrir nuevas expectativas a la colonización francesa.
Brazza había tenido que pagar de su propio bolsillo gran parte de los gastos de la expedición. Cuando se le agotaron los fondos, pidió más dinero al gobierno francés, pero le fue denegado. Tuvo que recurrir entonces a su propia familia.
La expedición duró tres años. A su regreso, en 1878, le fue concedida la Legión de Honor.